# Wohnboot

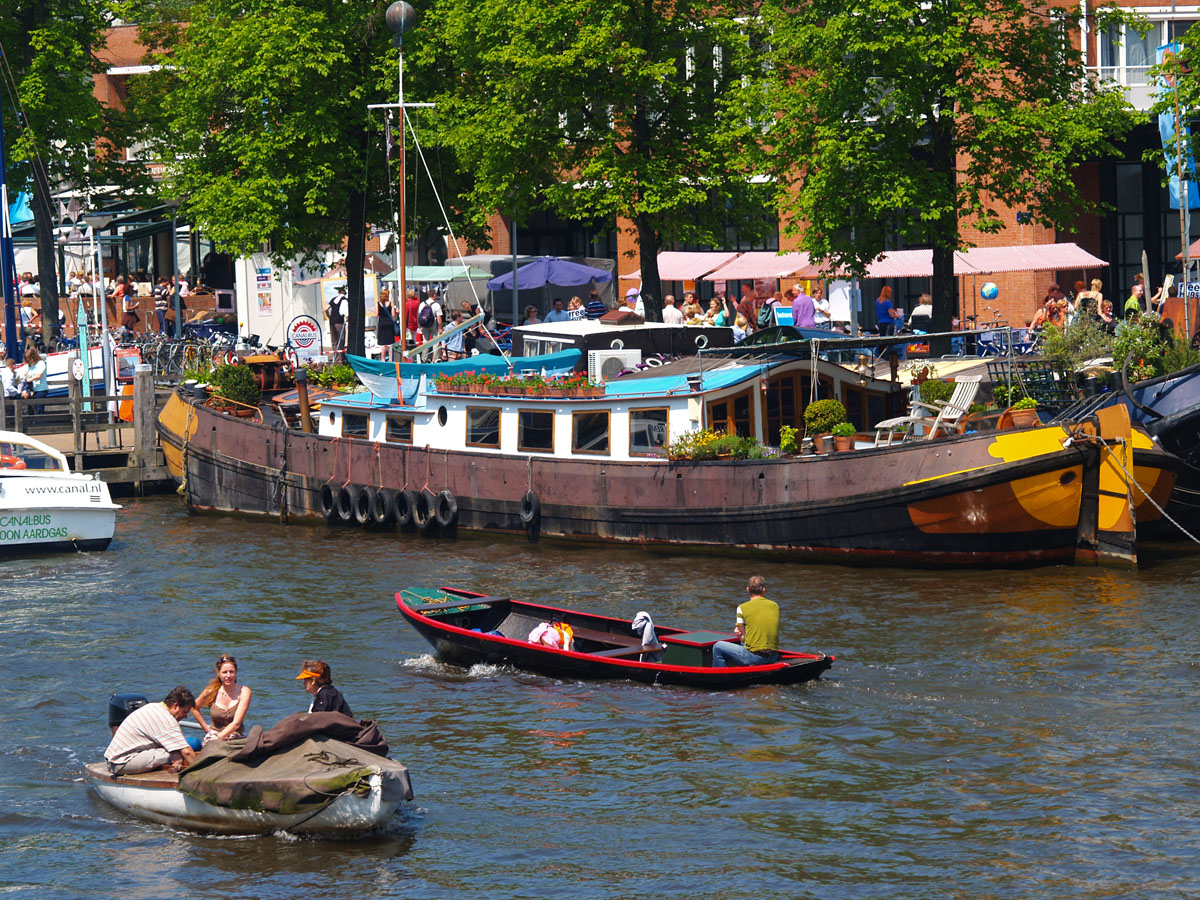
Ein ehemaliges Binnenschiff (Plattbodenschiff vom Typ Tjalk) als Wohnboot in Amsterdam

Ein Wohnboot ist ein fest verankerter Schwimmkörper, auf dem Menschen auf Dauer wohnen können.

## Wohnboot
Im Gegensatz zu eigentlichen Booten, speziell Hausbooten, können Wohnboote zwar transportfähig sein, jedoch nicht (mehr) als eigenständige Wasserfahrzeuge. Sie sind vielmehr schwimmende bauliche Anlagen ohne eigenen Antrieb (Floating Homes) und im äußeren Erscheinungsbild nicht mit Booten gleichzusetzen. 
In Gebieten mit großen Wasserflächen oder in dicht besiedelten Ballungszentren mit hohen Immobilienkosten dienen Wohnboote vielen Menschen als ständiges Zuhause. Große Anlagen werden als Wohnschiff bezeichnet.
Bei Wohnbooten handelt es sich oftmals um außer Betrieb genommene Binnenschiffe mit entsprechenden Um- bzw. Aufbauten.

## Schwimmhaus
In Europa und Amerika trifft man häufig auf Bauweisen, die vorwiegend für die Wohnfunktion konzipiert wurden. Der Schiffsrumpf ist dann meist nicht stromlinienförmig und aufgrund der längeren Haltbarkeit oft aus wasserdichtem Beton. Außerdem verfügen solche Formen nicht über einen eigenen Antrieb. In Hamburg sind zum Beispiel so neun Schwimmhäuser auf dem Eilbekkanal entstanden.

## Bewertung
Vor- und Nachteile aber auch Kosten eines Wohnbootes unterscheiden sich nicht zwangsläufig von herkömmlichen Wohnungen auf dem Festland. So müssen zum Beispiel die meisten Liegeplätze für Wohnboote in den Niederlanden behördlich genehmigt sein. An vielen Anlegestellen (beispielsweise im Zentrum Amsterdams) sind Größe, Bauweise und äußeres Erscheinungsbild solcher Boote strengen Regeln unterworfen. Wohnboote müssen dort nicht nur eine offizielle Hausnummer haben, sondern auch über Versorgungsanschlüsse (Gas, Wasser, Elektrizität) sowie über einen Anschluss an die öffentliche Kanalisation verfügen.

## Galerie

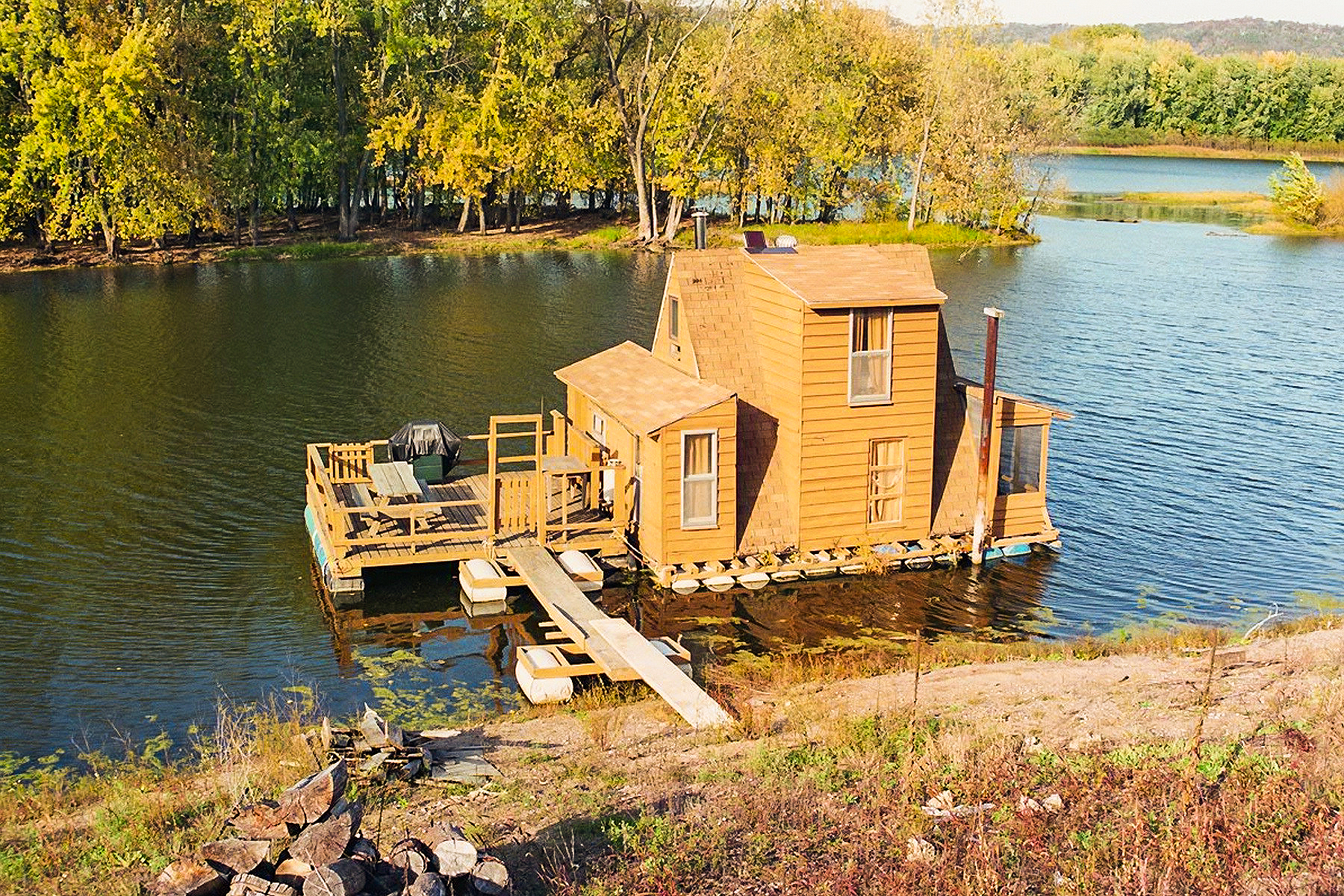
Wohnboot auf dem Mississippi, Wisconsin, USA
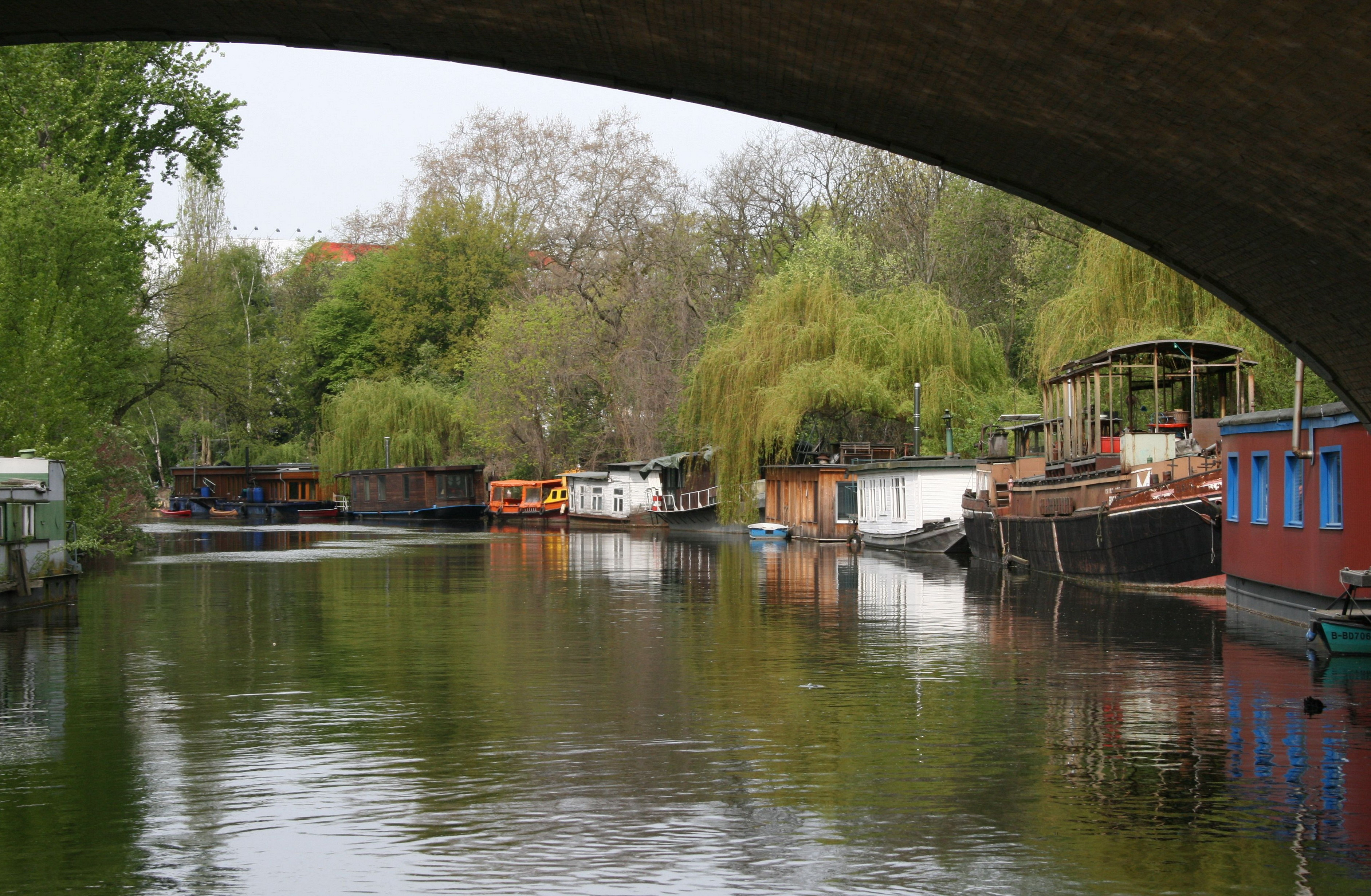
Berlin-Tiergarten: Wohnboote auf dem Flutgraben des Landwehrkanals an der Kanal-Unterschleuse
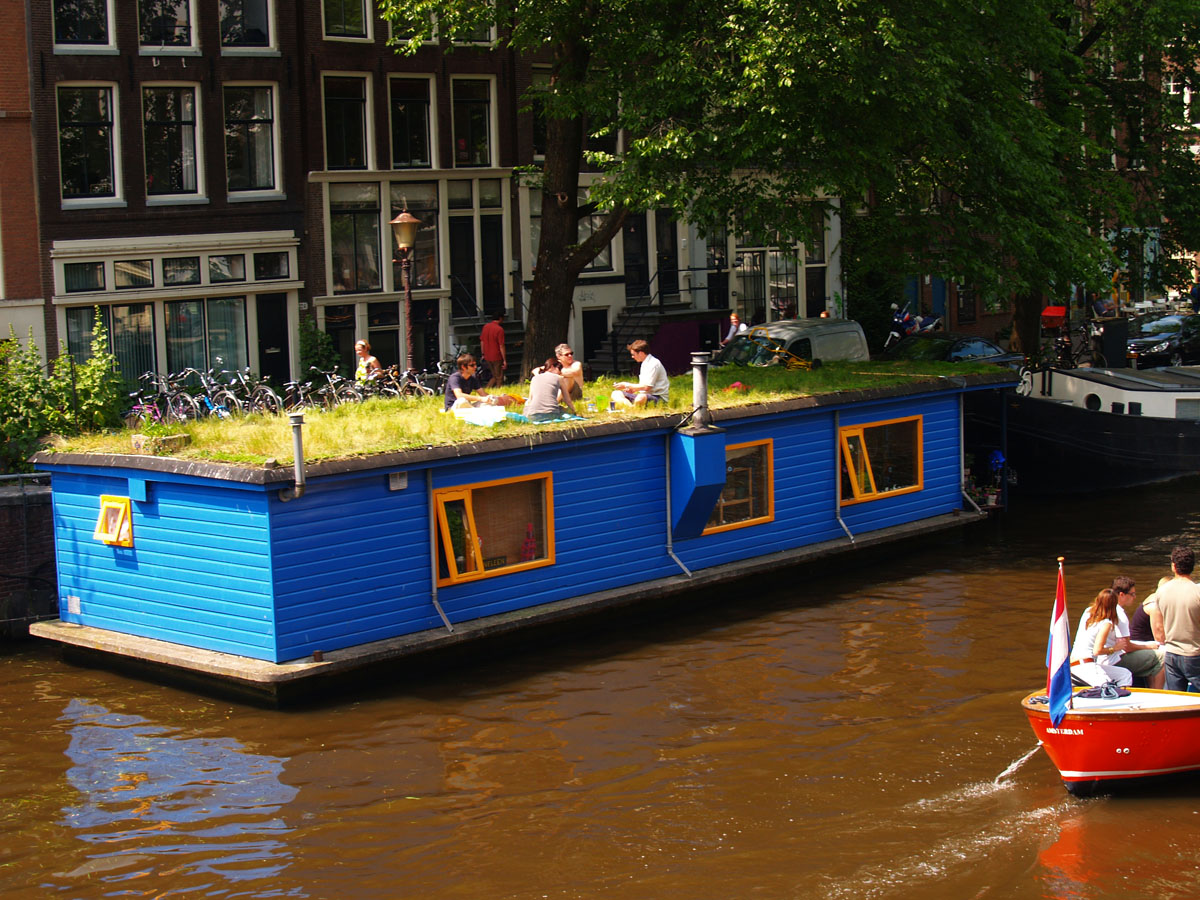
Wohnboot in Amsterdam, NL
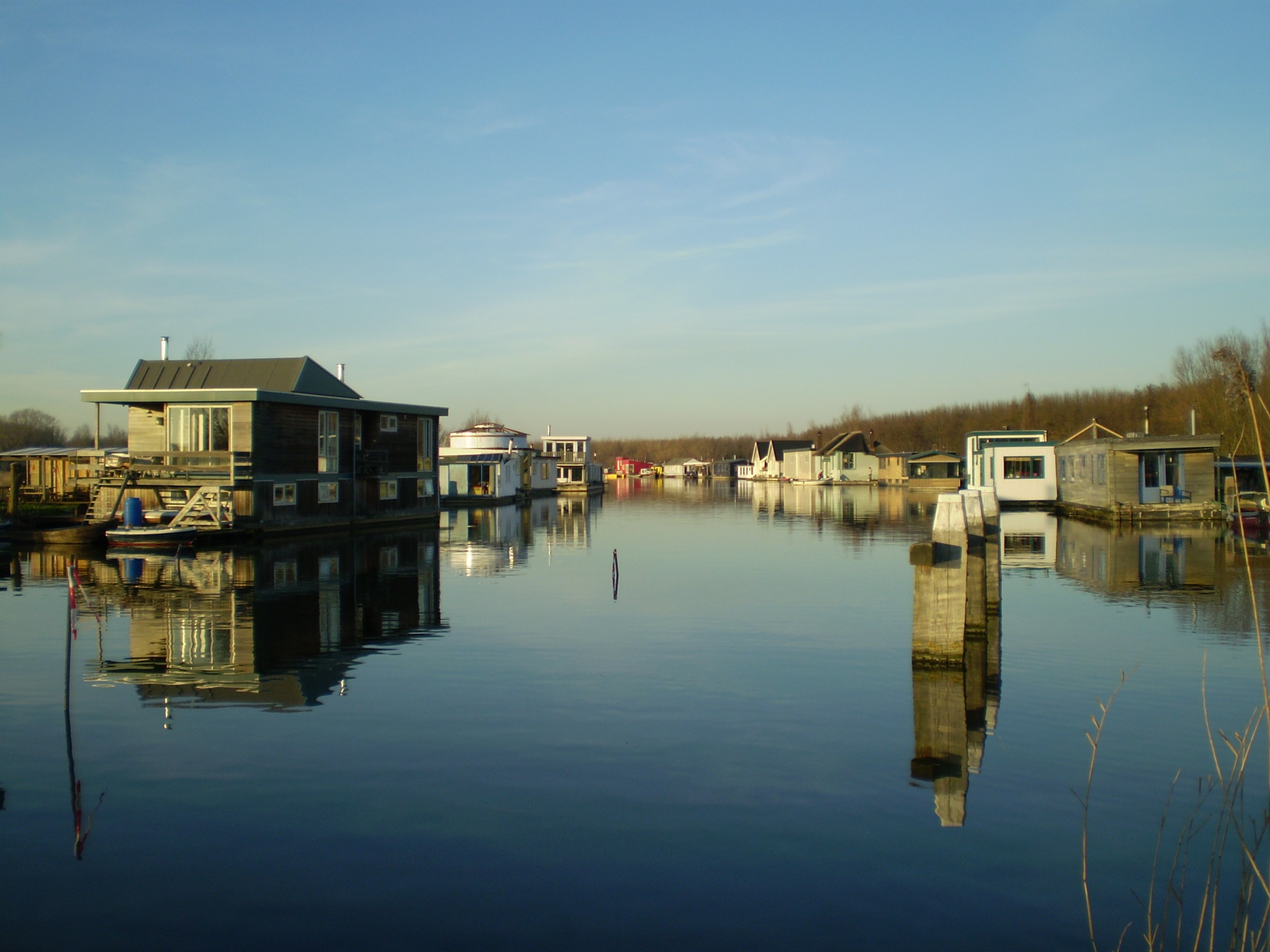
Kanal mit Wohnbooten in den Niederlanden
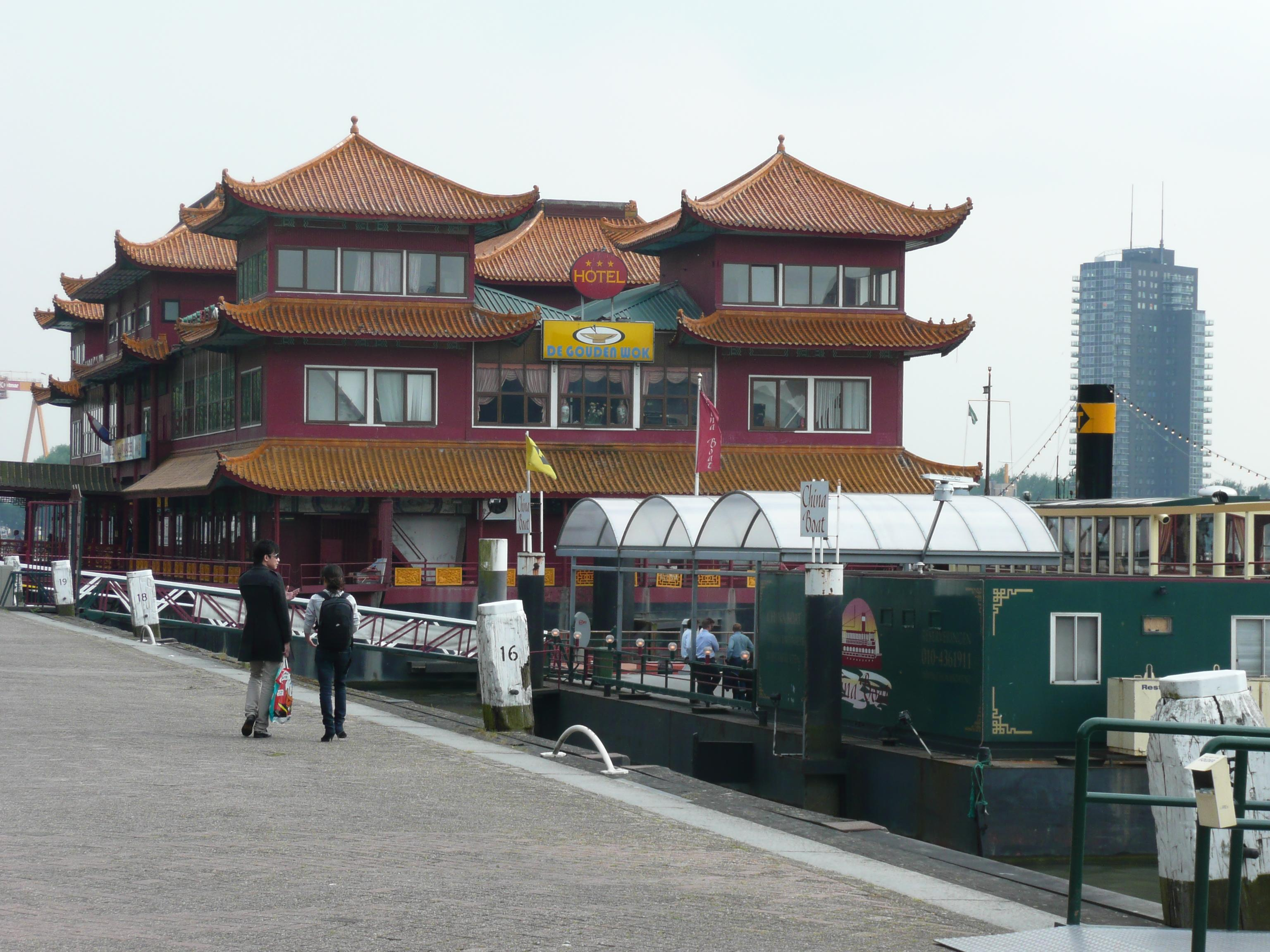
Wohnboothotel in Rotterdam, NL
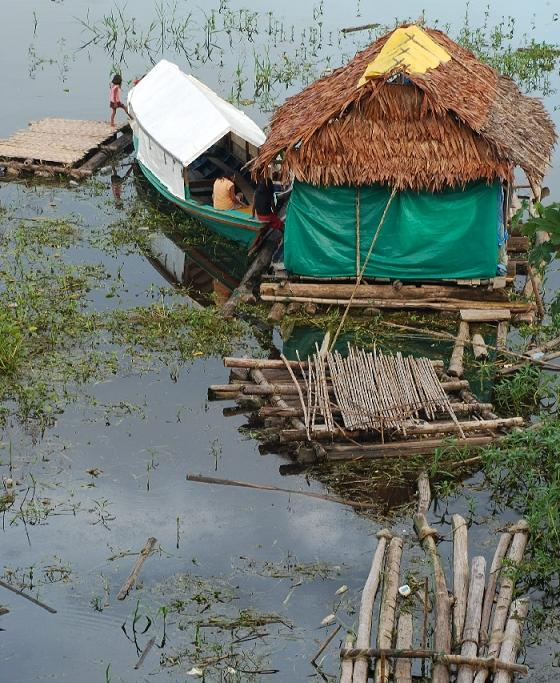
Wohnboot in Iquitos, Peru